# ロバート・フック
ロバート・フック（Robert Hooke、1635年7月28日〈7月18日〉- 1703年3月3日）は、イギリスの自然哲学者、建築家、博物学者、生物学者。王立協会フェロー。実験と理論の両面を通じて科学革命で重要な役割を演じた。

## 概要
成人後の人生は3つの期間に分けられる。当初は貧しいが優秀な科学研究者だった。その後経済的に成功し、1666年のロンドン大火では復興のために大いに貢献した。しかし晩年は気難しくなり、様々な論争に首をつっこんだ。歴史的にあまり名が残らなかったのは、この晩年の所業が災いしている。
弾性に関する法則（フックの法則）、『顕微鏡図譜』、生体の最小単位を "cell"（細胞）と名付けたことで知られている。その業績からすると、フックについて書かれた文献は驚くほど少ない。一時期は王立協会の実験監督を務め、同協会の協議会の一員でもあった。ロンドン大火後の焼け跡の測量を指揮し、焼け跡のほぼ半分の測量を行った。建築家としても有名だったが、現存している建築物は少なく、一部は他人の設計だと思われていた。大火後のロンドンの都市計画に関与し、今もその影響がロンドンの街並みに残っている。歴史家アラン・チャップマンは「イングランドのレオナルド」と評した。
プロテクトレート時代にオックスフォード大学ウォドム・カレッジで学び、ジョン・ウィルキンズを中心に結成された王党派の一団に参加した。医学者トーマス・ウィリスや化学者ロバート・ボイルの助手を務め、ボイルが気体の法則を見出した実験に使った真空ポンプの製作を手伝った。最初期のグレゴリー式望遠鏡を作って火星や木星が自転していることを観察し、化石を研究して進化論を唱えた初期の1人となった。光の屈折現象を研究して波動説に到達。物体を熱すると膨張すること、空気が比較的疎らな微粒子でできていることなどを示唆した。測量や地図作成の分野でも先駆的業績を残しており、史上初の近代的平面図を作成した。ロンドン復興時には格子状の街区にする再建案を提案したが、既存の道路をそのまま再建する案が採用された。重力が（距離について）逆2乗の法則に従うこと、惑星がそういった法則に従って運行していることにほぼ気づいており、ニュートンがその考え方を発展させた。科学的研究のほとんどは1662年に就任した王立協会の実験監督として行ったものとロバート・ボイルの助手時代に行ったものであるという。

## 生涯

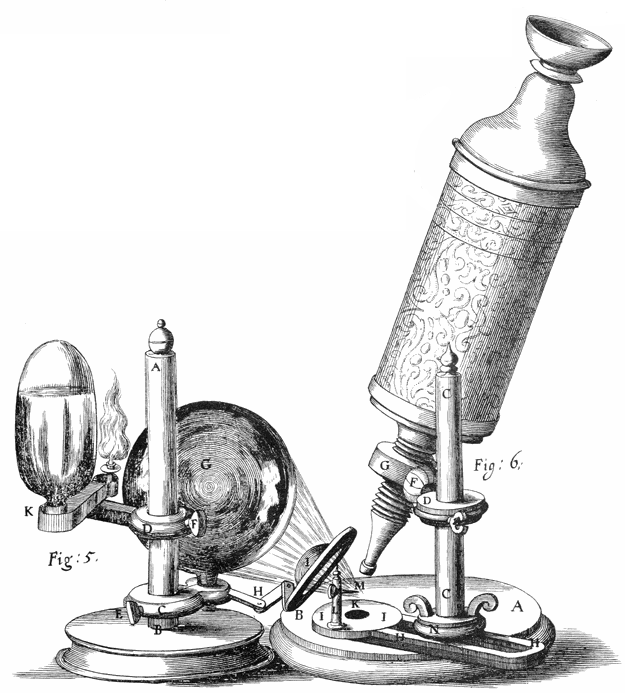
フックの顕微鏡（『顕微鏡図譜』にある版画）

フックの前半生については、1696年に書き始めた未完の自伝によるところが大きい。Richard Waller が1705年に出版した The Posthumous Works of Robert Hooke, M.D. S.R.S. でその自伝の原稿を参照している。Waller の著作と John Ward の Lives of the Gresham Professors、ジョン・オーブリーの Brief Lives がフックのほぼ同時代の伝記的記録の全てである。

### 生い立ち
1635年ワイト島フレッシュウォーターで生まれる。兄が2人、姉が2人おり、7年後にさらにもう1人生まれている。父は英国国教会の聖職者で、2人の兄も聖職者になった。当然ロバートも聖職者になることを期待されていた。
父は地元の学校の責任者でもあり、ロバートの身体が弱いこともあって自宅で勉強を教えた。父は王党派でチャールズ1世支持者であり、ワイト島に逃げてきたことがほぼ確実である。ロバートも当然ながら忠実な君主制主義者として育てられた。
幼いころから観察することが好きで、機械や製図に惹かれていた。真鍮時計を分解して木でその複製を作ると、それが十分に動作したという。製図の技法を学び、石炭、石灰石、鉄鉱石などを原料として自分の手で素材を作った。
1648年に父が亡くなり、徒弟修業が受けられるようにと父が残した40ポンドの遺産を手にした。父はロバートが機械好きだということで、時計職人か装飾写本の絵師になるだろうと考えていた。フック自身は画家にも興味があった。徒弟修業するつもりでロンドンに出たが、Samuel Cowper やピーター・レリーの下で短期間学んで優秀さを見出され、すぐに Richard Busby のウェストミンスター・スクールに入学できた。間もなくラテン語やギリシャ語を習得し、ヘブライ語も学び、ユークリッドの『原論』も習得した。また、そこで生涯の研究対象となる力学に出会った。
学校の通常の教育と平行して Busby が個人教授した生徒の1人だったと見られている。当時の文献には学校に「ほとんど出てこなかった」とあり、これは Busby が個人教授した生徒に共通している。Busby は熱心な王党派で、チャールズ1世、2世時代のイングランドで開花し始めた科学の精神をあらゆる手段で保持しようとした。これはプロテクトレート（イングランド共和国）時代の聖書に忠実な教育とは相反するものだった。Busby や選ばれた生徒達にとって英国国教会は科学的探究の精神が神の御業に沿うものとして支持する枠組みだった。例えば Busby は Bishop of Bath and Wells になった George Hooper について「ウェストミンスター・スクールで教育を受けた中でも最高の学者、最良の紳士であり、完璧なビショップだ」と述べている。

### オックスフォード時代

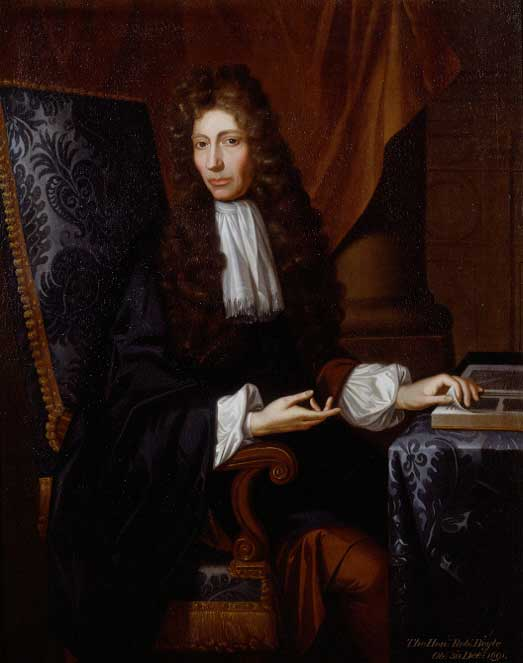
ロバート・ボイル

1653年、オルガンも習っていたフックはオックスフォード大学クライスト・チャーチの聖歌隊に居場所を確保した。そこで医学者トーマス・ウィリスに出会い、化学助手として雇われ、大きな賞賛を受けることになる。また自然哲学者ロバート・ボイルと出会い、1655年ごろから1662年まで助手として雇われ、ボイルの空気ポンプ "machina Boyleana" の製作、操作、実演を担当した。学士号を取得するのは1662年か1663年ごろのことである。1659年、ウィルキンズに空気より重い乗り物で飛行するためのいくつかの要素を説明しているが、人間の筋力では不充分だと結論付けている。
フックは自身のオックスフォード時代を科学への情熱を形成した時代としており、このころ知り合った友人、とくにクリストファー・レンは生涯に渡っての親友となった。当時のウォドム・カレッジはジョン・ウィルキンズの指導下にあり、ウィルキンズはフックやその周辺に大きな影響を与えた。ウィルキンズも王党派であり、その時代の不穏さと不確かさに気づいていた。王党派の科学者にとって、プロテクトレートが科学を脅かそうとしていると思える切迫感があった。ウィルキンズが開催していた「哲学的会合」は明らかに極めて重要だが、ボイルが1658年に実施して1660年に出版した実験以外にほとんど記録が残っていない。このグループが王立協会創設の中核となった。ボイルの空気ポンプの元になったのは Valentine Greatorex の使っていたポンプで、フックは彼について「大事を成し遂げるには大雑把すぎる」と評している。
フックは特に目が鋭く、数学者としても優秀だった。どちらもボイルには欠けていた資質である。Gunther はボイルの実験で計測値を読み取ったのはフックで、ボイルの法則を数学的に定式化したのもフックだったのではないかと示唆している。いずれにしてもボイルにとってフックは得がたい助手であり、両者が互いに尊敬しあっていたことは明白である。
ウィルキンズが亡くなったとき、その蔵書から形見分けしてもらえることになったフックは、トーマス・ウィリスがウィルキンズに贈呈した著書 De anima brutorum を譲り受けた。その本は現在 Wellcome Library にある。

### ぜんまい時計

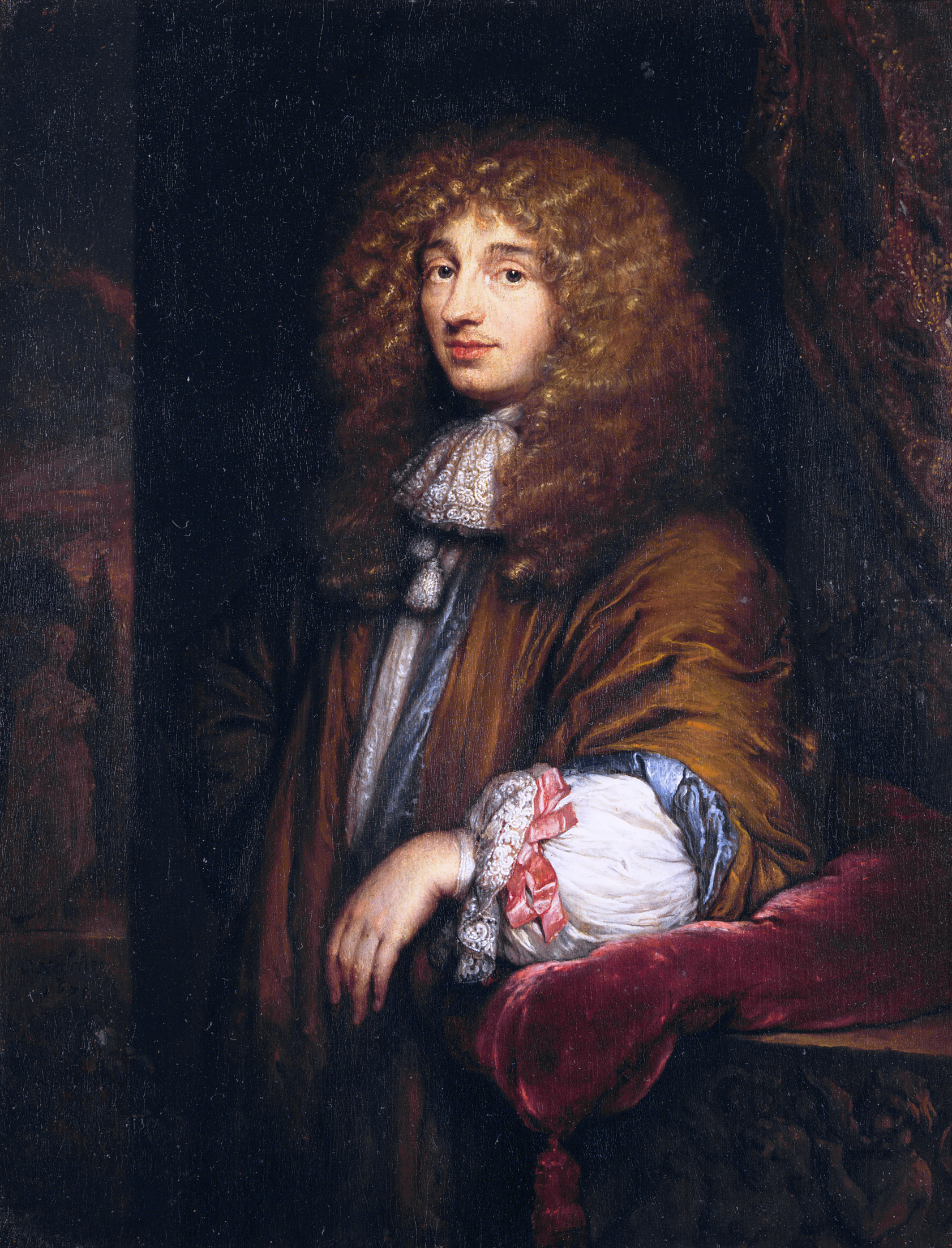
クリスティアーン・ホイヘンス

フックの自伝的ノートによれば、1655年ごろから天文学に興味を持ち始めたという。1657年ごろからジョヴァンニ・バッティスタ・リッチョーリの振り子機構を改良し始め、重力と計時機構について研究をすすめた。当時の航海にとって大問題だった経度を特定する方法を思いつき、ボイルらの助けを得て特許を取得しようとしたと記している。その過程でコイルばね（ぜんまいばね）を使った懐中時計を発明している。しかし特許は取得せず、発明をそのままにしておいたことで大きな富を得る機会を逃してしまった。そのことでフックは発明について用心深くなった。ぜんまい時計についてはホイヘンスが1675年2月の Journal de Scavans に発表しているが、フックがその15年前に独自に発明していたことはほぼ確実と見られている。1717年、Henry Sully はパリでアンクル脱進機について「ロンドンのグレシャム大学の幾何学教授だったフック博士の発明」だと記している。ウィリアム・デラム もそれをフックの発明としている。

### 王立協会
1660年に王立協会が創設され、1661年4月には同協会で細いガラス管に水が吸い上げられる現象について議論が起こった。このときフックは管の太さと水位の上昇に相関関係があることを報告している（いわゆる毛細管現象）。その報告は Micrography Observ. 6号に掲載され、その中で「重力の流動性」についても論じている。1661年11月5日、Robert Moray が協会のために実験を監督する者が必要だと提案。満場一致でフックがそれに選ばれた。任命は11月12日に行われ、そこにはボイルが彼を助手から解放したことへの感謝も記録されている。
1664年、John Cutler は王立協会に毎年50ポンドを提供して Mechanick Lecture を創設。フックがその任に選ばれた。1664年6月27日、フックは協会事務局に常駐するようになる。1665年1月11日には事務局長となり、Cutler の年金のほかに30ポンドの給料が支払われるようになった。
王立協会での役割は、自分で考案した実験や会員が示唆した実験を行うことだった。初期の実験としては、熱した空気を封入したガラス球が冷却されると割れる実験、生命の持つ熱（Pabulum vitae）と炎（flammae）が同じであることを示す実験などがある。また、犬を開胸した状態で生かしておけることを実験で示し、呼吸が肺への空気の出し入れであること、静脈と動脈の血液が異なることを示した。重力についての実験も行っており、物体の落下実験、物体の重量測定実験、様々な高度での気圧測定実験、最大61mの高さの振り子実験などがある。
太陽や他の恒星が1秒間に移動する角度を測定する機器を考案し、火薬に威力を測定する機器を考案した。特に時計用の精密な歯車を作る機械を考案し、フックの亡くなるころにはそれが普通に使われていた。
1663年から1664年にかけて、顕微鏡を使った様々な観察を行い、1665年に『顕微鏡図譜』を出版した。アントニ・ファン・レーウェンフックの業績を高く評価し、彼の観察記録をラテン語訳して出版し、また、王立協会会員として招いた。
1664年3月20日、グレシャム大学の幾何学教授職を Arthur Dacres から引き継いだ。1691年12月には医学博士号を取得している。

## 人柄と論争
特に晩年のフックは短気で気位が高く、知的論争で相手を不快にさせる傾向があった。それでもウォドム・カレッジでの王党派の仲間たち、特にクリストファー・レンとは常に仲がよかった。彼の名声は死後に低下しているが、その原因は一般にアイザック・ニュートンとの間の確執にあったとされている。ヘンリー・オルデンバーグとの時計の機構の発明者がどちらかという論争もよく知られている。ニュートンはフックの死後に王立協会会長となり、フックの業績を覆い隠そうと様々なことを行った。唯一の肖像画を破棄したのもその一例である。レンの息子がレンの生涯について本を書いているが、レンの業績を誇張する傾向が見られ、フックは軽視されている。フックが再評価されるようになったのは20世紀に入ってからで、Robert Gunther や Margaret Espinasse の研究によるところが大きい。長く無名だったが、今では当時の最も重要な科学者の1人と認められている。
フックは暗号をつかってアイデアを隠すことがあった。王立協会の実験監督として、協会に送られてくる様々なアイデアを試し、後にそのアイデアは自分のものだと主張したという証拠がある。フックは極めて多忙だったため、自分のアイデアを特許化して事業を起こすといった暇がなかった。科学全体が大きく発展した時代であり、様々な場所で様々なアイデアが生まれていた。
それでもフックが創意に富み、大変な実験施設を作り上げ、様々な業績を残したことは事実である。重力の逆2乗法則を発見したというフックの主張については後述する。弾性、光学、気圧測定などの分野で多数の発明や工夫を行ったことは確かである。王立協会でのフックの論文はニュートンの時代に行方不明になっていたが最近発見された。これが新たな再評価に繋がると期待されている。

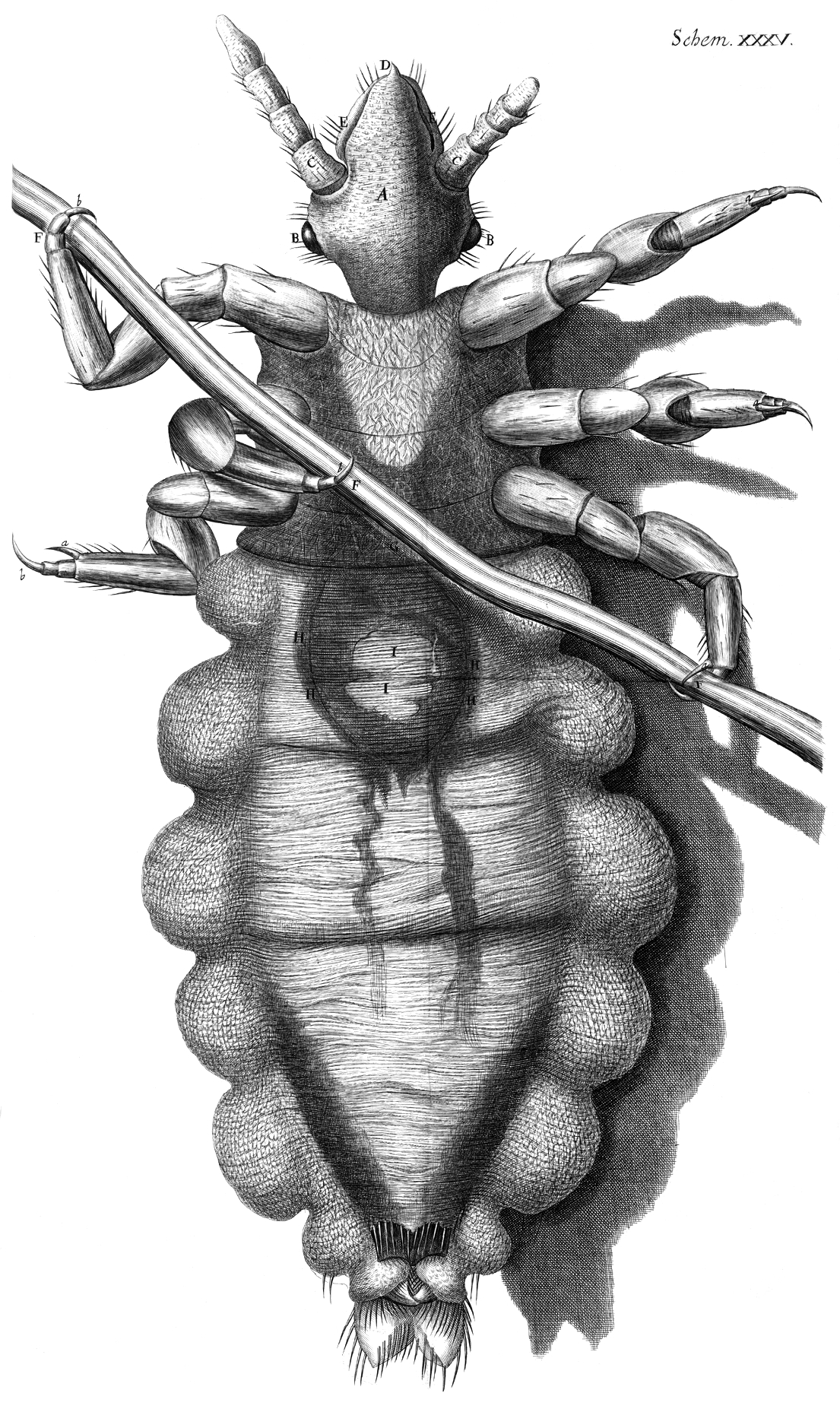
『顕微鏡図譜』にあるシラミの図

フックの性格の悪い面についての記述は多い。最初の伝記を書いた Richard Waller もその人柄について「卑劣で陰鬱で人を信用せず、嫉妬深い」と評している。この Waller の評価がその後2世紀に渡って影響を与え、不機嫌で自己中心的で非社交的だというフック像が定着することになった。例えば Arthur Berry はフックについて「当時の科学的発見のほとんどを自分の手柄だと主張した」としている。Sullivan はフックがニュートンとのやり取りにおいて「明らかに無法」であり、「虚栄心」の持ち主だったと記している。Manuel は「怒りっぽく、嫉妬深く、執念深い」と記している。More は「シニカルで毒舌」だったとしている。Andrade はやや同情的だがそれでも「気難しく、疑い深く短気」だとしている。
1935年、フックの日記が出版され、フックの別の面が明らかになり、特に Espinasse が詳細に研究している。彼女は「不機嫌で嫉妬深い隠遁者というフック像は完全に間違いだ」としている。フックは時計職人の トーマス・トンピオン や機器製造者の Christopher Cocks (Cox) といった名の知れた職人とよくやり取りしている。また、クリストファー・レンやジョン・オーブリーとは終生親友だった。また、日記にはロバート・ボイルと頻繁に会い、お茶や夕食を共にしていることが記されていた。実験助手のハリー・ハントともよくお茶を飲んでいる。ハントの姪やいとこを自宅に招いて数学を教えてもいる。
フックは、ワイト島、オックスフォード、ロンドンで人生の大半を過ごした。結婚はしなかったが、恋愛がまったくなかったわけではないことが日記から判明している。1703年3月3日、ロンドンで死去。死後、グレシャム大学の自室にかなりの大金を溜め込んでいることがわかった。St Helen's Bishopsgate に埋葬されたが、墓の正確な位置はわかっていない。

## 力学

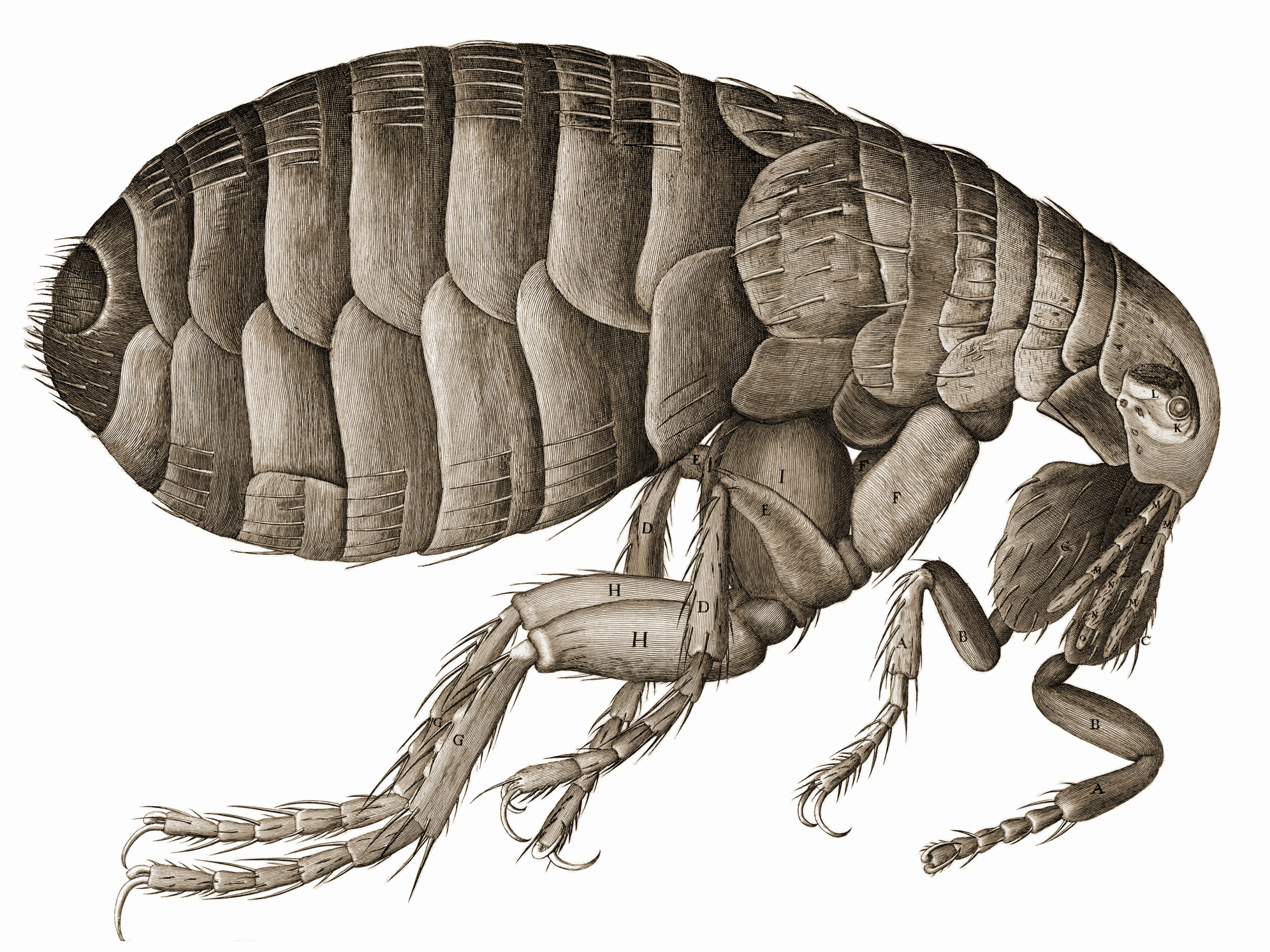
フックが描いたノミ

1660年、フックは弾性についてのフックの法則を発見。弾性のあるばねの伸びに対して張力が比例することを示した法則である。当初この発見を "ceiiinosssttuv" というアナグラムで記述し、1678年にその答え "Ut tensio, sic vis"（英語では "As the extension, so the force."）を発表した。フックの弾性についての研究の成果としてぜんまいばねの開発があり、それを使ってそれなりの精度の携帯型の時計が作られるようになった。この発明についてクリスティアーン・ホイヘンスとどちらが先かという論争が起き、両者の死後も1世紀以上に渡って論争が続くことになった。しかし、後に発見されたフックの1670年6月23日付けの文書で、王立協会でぜんまいばねのデモンストレーションを行ったことが記されており、フックの主張を裏付けている。
20世紀以降の視点からすると、弾性の法則を最初にアナグラムで発表したという事実が興味深い。これは当時の科学界では珍しいことではなく、ホイヘンスやガリレオ・ガリレイらもアナグラムを使ったことがある。アナグラムは詳細を明かさずに先に発見したことを示す手段だった。
1662年、新たに創設された王立協会の実験監督になると、毎週の会合で行う実験をとりしきるようになり、この職を40年間務めることになった。この職にあったことでフックはイギリスだけでなく世界の科学界の中心に位置することになり、同時に他の科学者らとの激しい論争を引き起こす原因にもなった。上述のホイヘンスだけでなく、アイザック・ニュートンやヘンリー・オルデンバーグとの論争がよく知られている。1664年にはグレシャム大学の幾何学教授に任命され、力学の Cutlerian Lecturer にも任命された。
1680年7月8日、ガラス板の固有振動による振動節パターンを観察。ガラス板に小麦粉をまぶし、その縁に沿って弓をすべらせて振動させ、振動パターンを観察した。このパターンは1787年にクラドニの著書に初めて記載され、クラドニ図形と呼ばれている。

## 顕微鏡

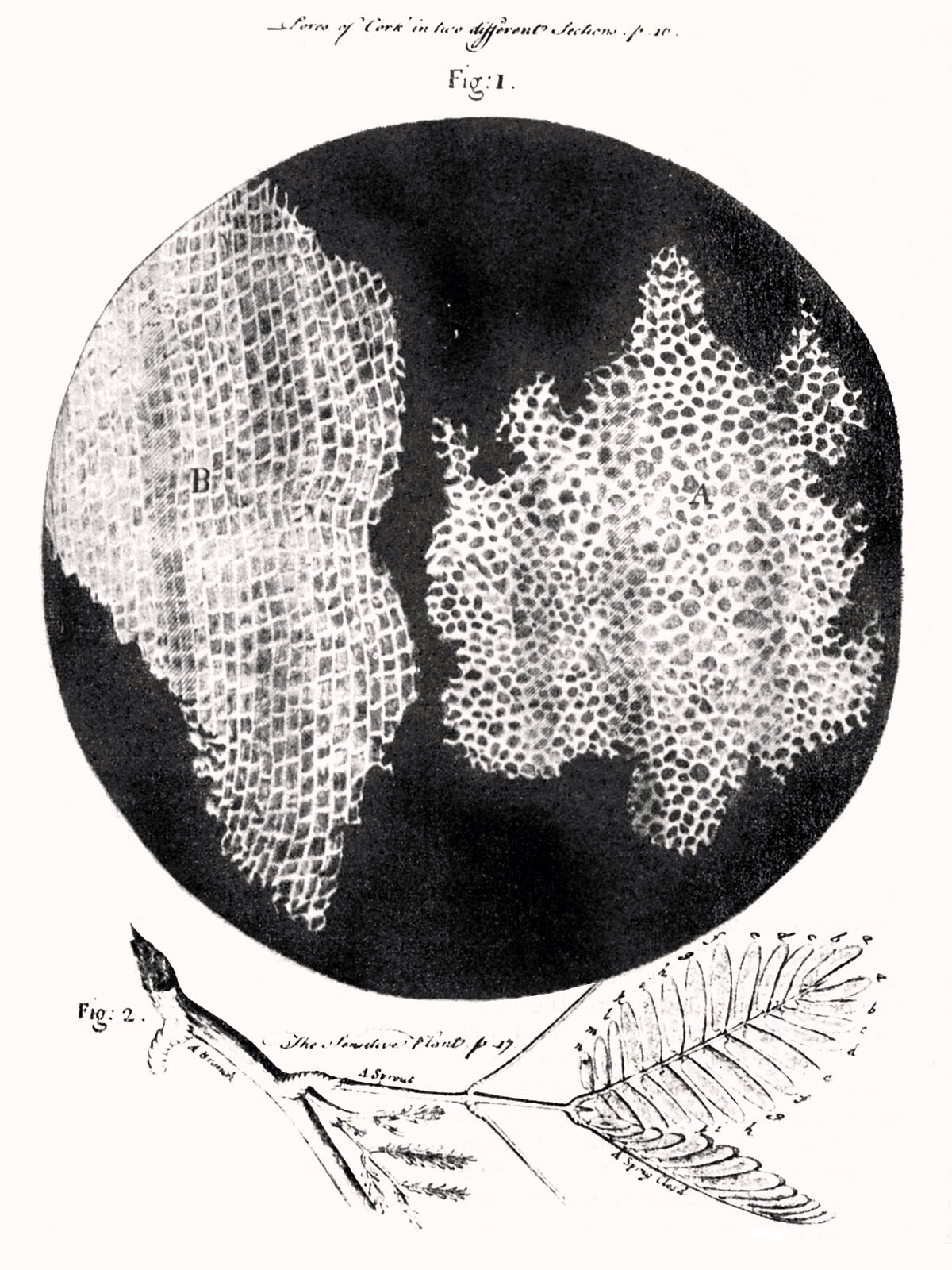
フックが描いたコルクの細胞構造

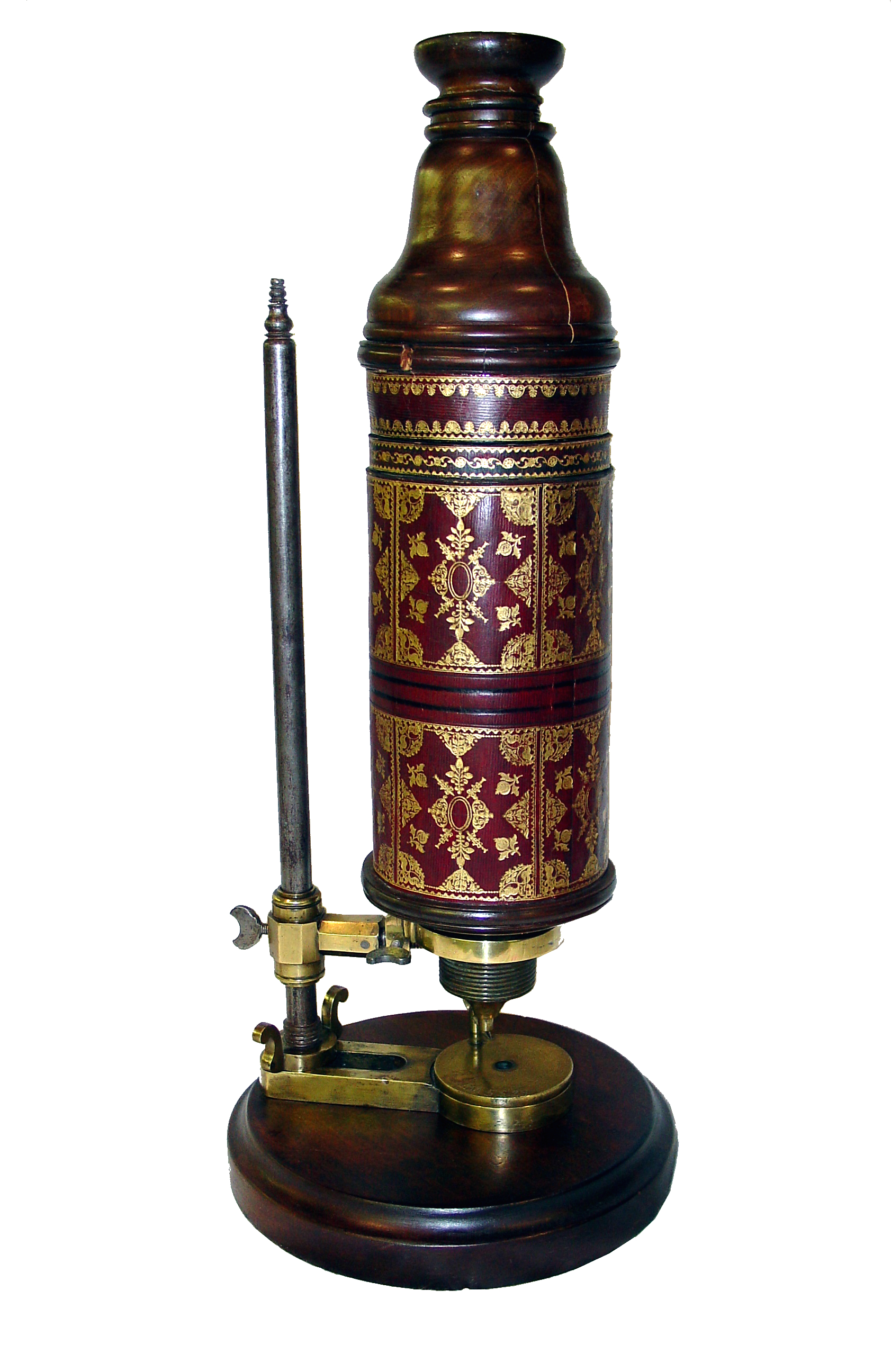
フックの顕微鏡

1665年、顕微鏡と望遠鏡を使った観察記録（スケッチ）を『顕微鏡図譜』(Micrographia) として出版。これには生物学の史上初の観察が含まれていた。弾性に関連する実験において弾性力を持つコルクを観察した際に小さな部屋のような構造を発見した。修道院の小部屋が並んでいる様子に似ているため、これを小部屋という意味のcell（細胞）と名づけた。しかしコルクは、植物の死骸であったために彼が実際に見たものは細胞そのものではなく死細胞の細胞壁であった。フックが使った顕微鏡はロンドンのクリストファー・ホワイトが製作したもので、現在はワシントンD.C.の国立健康医学博物館にある。
『顕微鏡図譜』にはフック（とおそらくボイル）の燃焼についての考え方が含まれている。実験から彼は燃焼には空気に含まれる何らかの物質が関係していると結論付けていた。現代から見ればそれは酸素だということが明らかだが、17世紀には一般的な考え方ではなかった。さらにフックは呼吸が空気の特定の成分に関係していると結論付けていた。Partington はフックがそのまま燃焼について研究を続けていたら酸素を発見していただろうと記している。

## 天文学

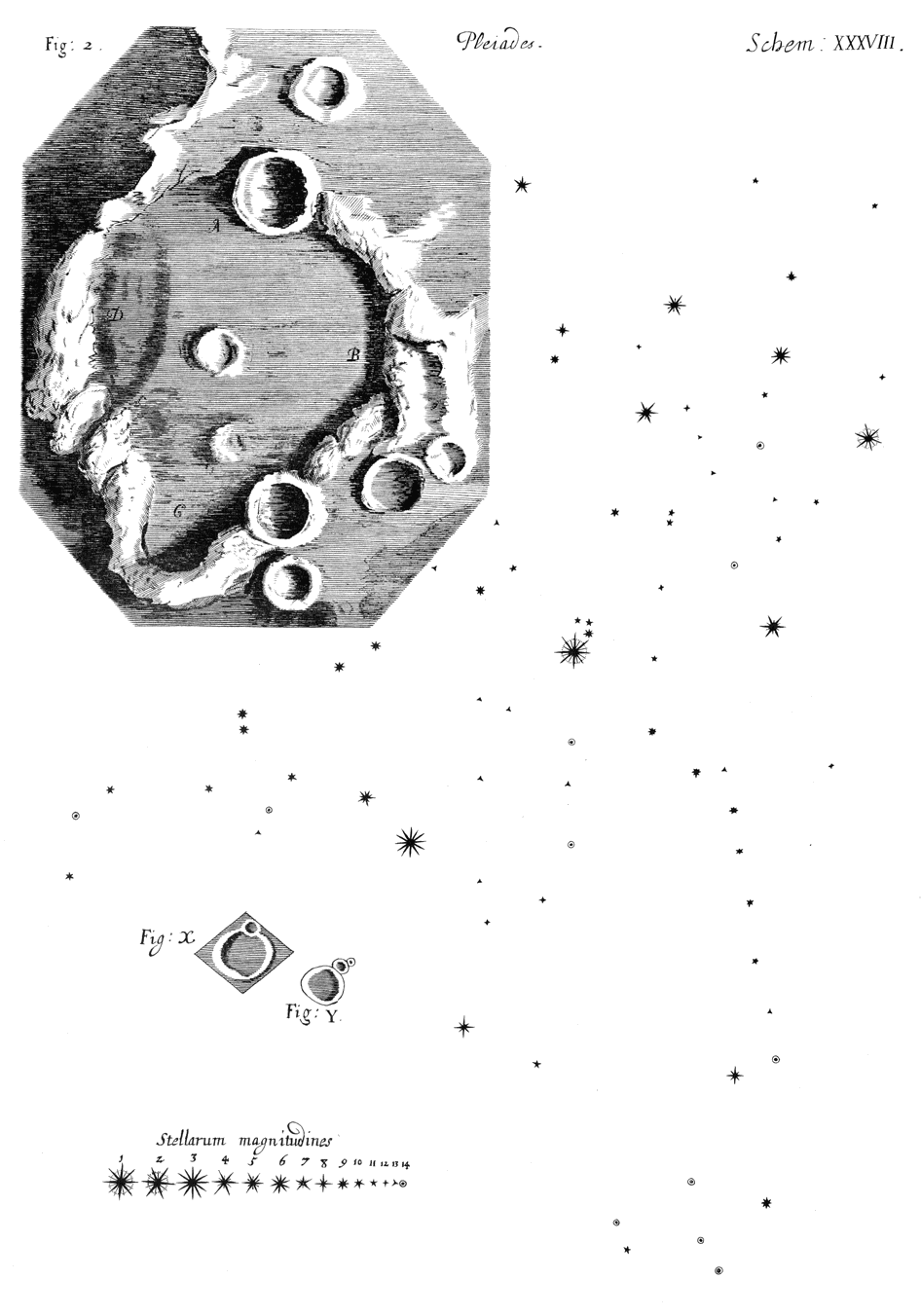
『顕微鏡図譜』にある月とプレアデス星団のスケッチ

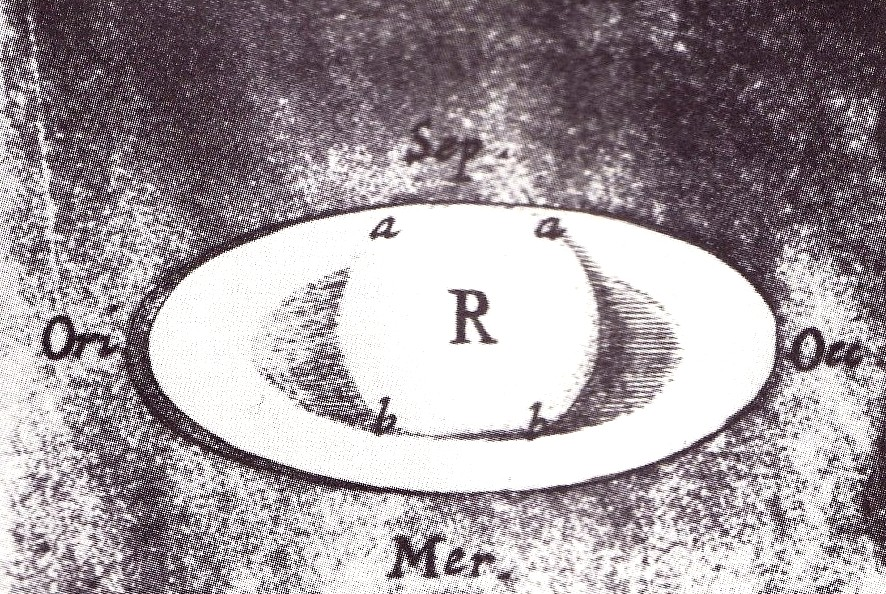
フックはこの土星のスケッチで、環と惑星が互いに影を落としている部分（aとb）に注目している。

さらに野心的な取り組みとして、フックは（太陽以外の）恒星の距離を測定しようとした。対象として選んだのはりゅう座γ星で、視差測定で距離を求めようとした。何度かの観測を経て1669年に距離を求めることができた。フックが使っていた器具はあまりにも不正確で、測定結果も正確な値からはほど遠かった。りゅう座γ星は1725年、ジェームズ・ブラッドリーが光行差を発見した恒星としても知られている。
恒星の距離測定以外にも天文学の分野で活動している。『顕微鏡図譜』にはプレアデス星団と月のクレーターのスケッチがある。そのようなクレーターがどうやってできるのかも実験で研究している。
手製の望遠鏡を作成して土星の環を観察し、1664年5月には木星の表面にある渦を発見した（ただし、フックが発見した渦は赤道の北部に位置しており、赤道の南部に存在する現在の大赤斑とは異なると考えられている）。
最初の連星（おひつじ座γ星）を1664年に発見した。

## 建築設計

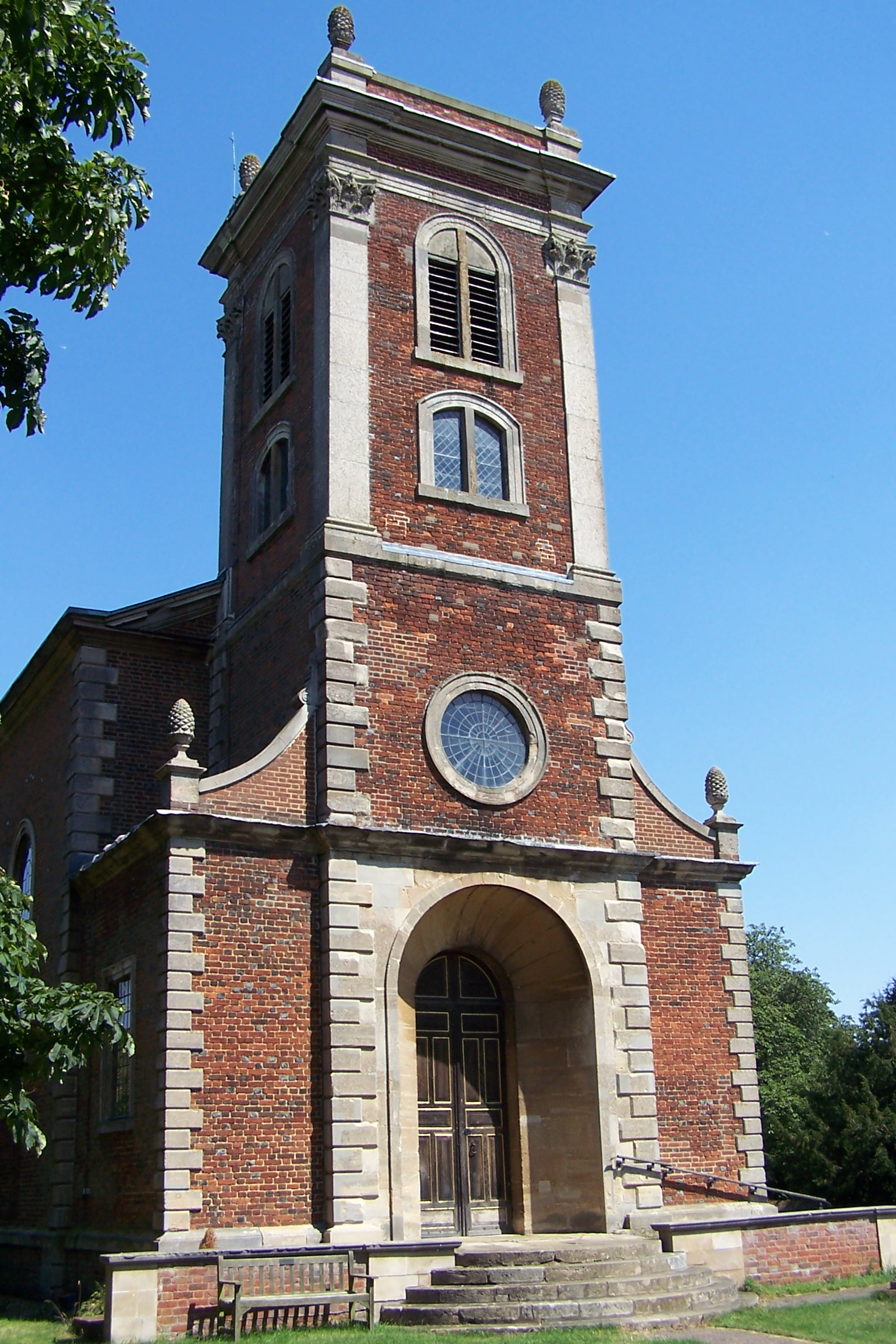
ミルトン・キーンズの教会

フックが一般に名声を得たのはクリストファー・レンの助手としてロンドンの測量を行ったことからである。フックとレンは1666年のロンドン大火後のロンドン復興に尽力し、大火の記念碑、グリニッジ天文台、後に大英博物館となったモンタギュー・ハウス、精神病院の代名詞として知られた王立ベスレム病院などを設計した。他にも王立内科医協会の建物（1679年）、ウォリックシャーの Ragley Hall、バッキンガムシャーはミルトン・キーンズの教区教会も設計した。クリストファー・レンと共同でセント・ポール大聖堂の建築に関わっており、ドーム建設にはフックが考案した工法が使われた。
大火後の再建において、フックは幹線道路を幅広くして街区を格子状に設計し直すことを提案。この考え方は後にパリ改造、リヴァプール、アメリカの各都市で採用されている。大火後に不動産業者がこっそり境界をずらしていたため、不動産の財産権についての議論が生じ、道路を従来と完全に変えてしまうフックの案は問題を複雑化させるものとして反対された。土地の境界をめぐるいざこざが絶えず、フックは測量士としての技量と仲裁の才能を発揮して多くの問題解決にあたった。
建築家としてのフックの業績については、Cooper の著書が詳しい。

## フックとニュートン
当時、天体間に働く引力や斥力を伝えているのはエーテルだと信じられていた。そんな中で1665年の『顕微鏡図譜』でフックは重力による引力の法則を論じている。1666年には王立協会で "On gravity"（重力について）と題して講演をし、移動する物体は何らかの力を受けない限りそのまま直進すること（慣性の法則）と引力は距離が近いほど強くなるという法則を追加した。Dugald Stewart は著書 Elements of the Philosophy of the Human Mindで、フック自身の世界体系についての言葉を引用している。それによると、フックは次の3点を述べている。
1. 全ての天体は重力によってその各部分を中心に引きつけているだけでなく、天体間で相互に引き付けあって運動する。
2. 外部から力が継続的に加わらない限り、天体は単純に直進し続ける。しかし、重力によって天体は円軌道、楕円軌道などの曲線を描く。
3. この引力は天体同士が近いほど強くなる。距離と引力の強さの関係がどうなっているか、今のところ私にも発見できていない。

1670年の講演では、重力はあらゆる天体に作用すると説明し、重力が距離が離れるに従って小さくなること、重力がなければ物体は直進し続けることを説明している。
1672年、アイザック・ニュートンが光の粒子説を発表すると、フックは光の波動説で応戦。また、論文の内容の大部分は自分が『顕微鏡図譜』で既に発表済みと主張、大きな議論となった。
1674年には "An Attempt to Prove the Motion of the Earth from Observations"（観察から地球の運動を証明する試み）の付録として「世界体系」の若干進化した考え方を公表している。フックは明らかに太陽と惑星の間に相互に引力が働いていると仮定し、距離が近いほど引力が強くなるとしている。
しかし1674年までにフックが重力について逆2乗の法則が成り立つとした記述はない。フックの考えた重力は従来よりも普遍性があったものの、万有引力にまで到達していなかった。また、付随する証拠についても述べていないし、数学的に証明したわけでもない。これらについて1674年にフックは「（重力の）いくつかの度合いについて私はまだ実験的に検証していない」（つまり、重力がどういう法則に従うかをまだ知らない）と述べ、最終的に「先にやらなければならないことがたくさんあって、これに専念できない」としている。
1679年11月、フックはニュートンと頻繁に手紙のやり取りをし始めた。それらの手紙の全文が出版されている。表向きの用件はフックが王立協会の通信（手紙）の管理をすることになったとニュートンに伝えるものだった。そのため、会員からそれぞれの行っている研究について、あるいは他の会員の研究に対する見解について聞きたいという手紙だった。そして、ニュートンへの刺激になればという形で様々な問題についてニュートンの意見を訊ねている。中心となる天体の引力と接線方向への運動から惑星の軌道が構成されること、フックの弾性についての法則、当時パリで生まれた新たな惑星の運動に関する仮説（フックはその解説にかなりの文を連ねている）、国勢調査を実行・改良する努力について、ロンドンとケンブリッジの緯度の差について、などである。ニュートンは地球の動きを検出する実験として、空中に物体を浮かせて落下させる実験を提案した。重要な点はニュートンが落下物体が垂線から逸れることで地球の動きを検出できると考えた点で、もし地面がなければ物体が螺旋軌道を描いて中心に落下していくと考察している。フックはその考察には同意しなかった。その後も手紙のやりとりが続き、フックが1月6日付けの手紙で、引力はそれぞれの物体の中心間の距離の2乗に比例し、速度は引力の平方根に比例するから、ケプラーが想定したように速度は距離に比例することになると結論付けている。この速度に関するフックの推論は実際には間違っている。
1686年、ニュートンの『自然哲学の数学的諸原理（プリンキピア）』が王立協会に提出されたとき、重力が距離の2乗に反比例するという見解は自分がニュートンに伝えたのだと主張した。エドモンド・ハレーの同時代の記録によれば、フックはそれによって曲線軌道が描かれるという点はニュートン独自の説だと認めていた。
最近の研究で、重力が距離の2乗に反比例するという仮説は1660年代末までには広く知られており、様々な人々が様々な理由でそれを発展させていたことがわかっている。ニュートン自身も1660年代に惑星が円軌道だと仮定したとき、中心方向へ引っ張られる力は中心との距離と逆2乗の関係にあることを示した。1686年5月にフックが逆2乗の法則を自分のものだと主張したとき、ニュートンはその反論として他者のフック以前の業績を示した。さらにニュートンはフックから最初に逆2乗の法則について聞いたのがもし事実だとしても、それを数学的に定式化したのは自分であり、フックは単に観察から大まかに推論したに過ぎないと主張した。
一方でニュートンは『プリンキピア』の全ての版でフックや他の先人（レン、ハレーなど）への敬意を表している。ニュートンはまたフックとハレーが1679年から1680年に交わした書簡が天体の運動に対する興味を持たせてくれたとしているが、それはフックがニュートンに何か新しい知識を授けたという意味ではないとしている。
ニュートンは数学と光学の発展に大いに貢献した先駆者だったが、一方でフックは創造的実験家であり、あまりにも広範囲に手をつけたため、重力などの研究に専念できなかったとしても驚くべきことではない。両者の死後数十年後の1759年、アレクシス・クレローはフックの重力に関する著作を読んで「一見して得られた真理と証明された真理には大きな隔たりがあることを示している」とし、「フックのアイデアがニュートンの偉大さを減じることはない」とした。

## 肖像

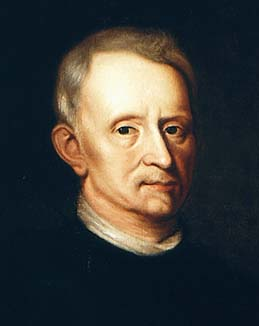
一時期フックの肖像画とされた絵。今ではヤン・ファン・ヘルモントの肖像画であることがほぼ確実とされている。

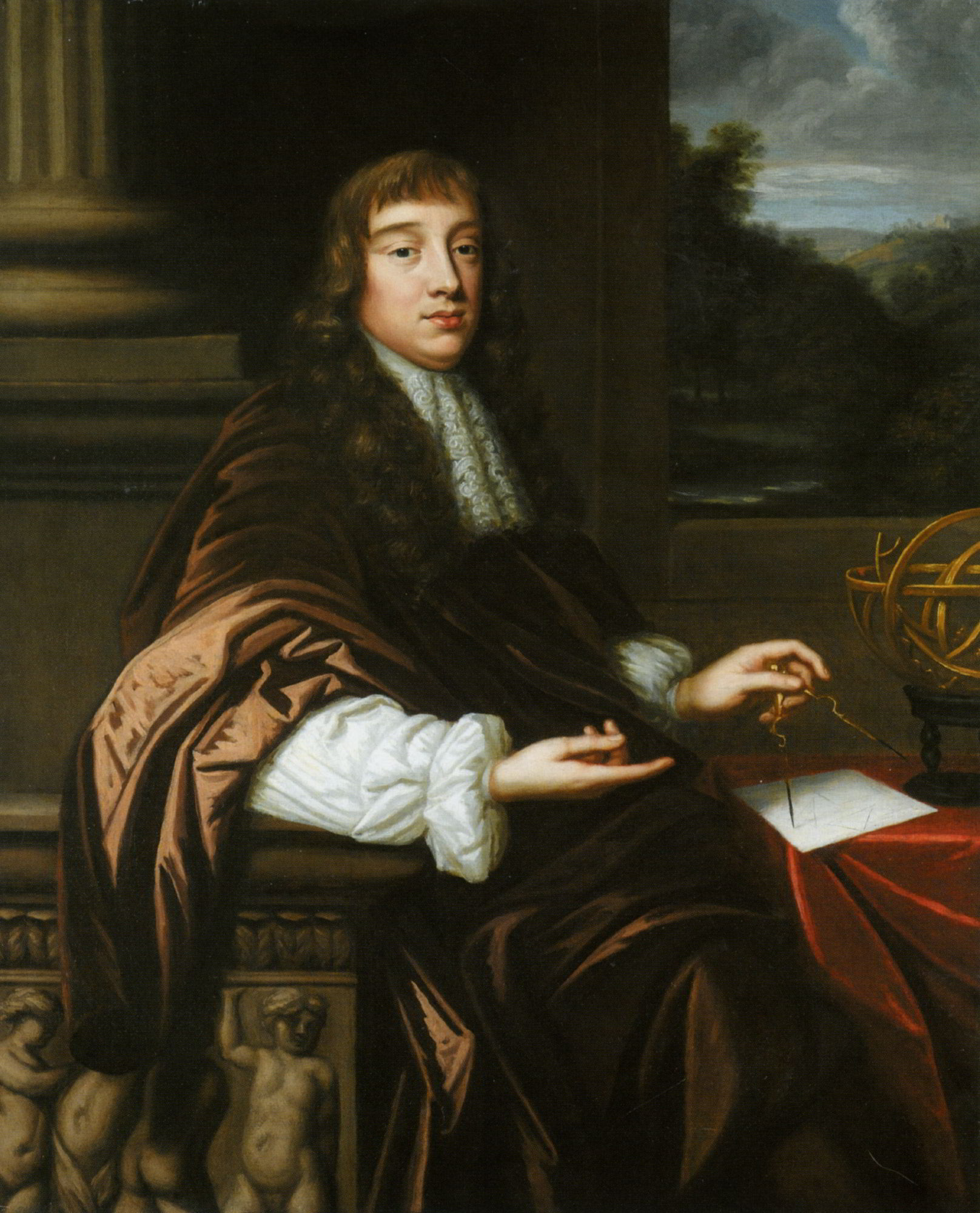
近年、ロバート・フックの肖像の可能性が指摘されている被写人物不詳の肖像画（メアリー・ビール作）。ただしアイザック・バローの肖像画とする説もある。

ロバート・フックのものとされる肖像画が現存しないことは、フックとアイザック・ニュートンの激しい論争の結果とされることがある。フックが存命中は王立協会はグレシャム大学で会合を開いていたが、その死後数カ月以内にニュートンが会長となり、新たな王立協会の会合場所を建設する計画が持ち上がった。1710年に新たな建物に移転する際、フックの肖像画が行方不明になり、未だに発見されていない。
タイム誌は1939年7月3日の号でフックと思われる肖像画が見つかったと発表した。しかしアシュレイ・モンタギューがその来歴を調査したが、フックとの明確な関係は見つからなかった。さらにモンタギューはフック存命中のフックの容貌に関する記述を発見したが、その内容はタイム誌が発表した肖像画とは全く似ていなかった。
2003年、歴史家 リサ・ジャーディン は新たに発見された肖像画がフックのものだと主張したが、シンシナティ大学の ウィリアム・ジェンセンがこれを論駁した。ジャーディンがフックの肖像画とした絵はフランドルの学者ヤン・ファン・ヘルモントを描いたものとされている。
他にフックを描いたと思われるものとして次のような作品がある。
- フック本人が使っていた印章には特徴的な人間の頭部が描かれており、フックの肖像だという主張もある。
- 1728年のイーフレイム・チェンバーズの『サイクロペディア』の口絵版画にはロバート・フックの胸像も描かれている[54]。ただし王立協会の肖像画も1710年に紛失していたはずで、何を元に描いたのか明らかでない。
- 埋葬されたロンドンの St Helen's Bishopsgate にはフックを記念したステンドグラスがあった[55]。ただし、非常に様式的なもので似せて描いたとは言えない。この窓は1993年のIRA暫定派によるビショップスゲート爆破事件（英語版）で破壊された。

2003年、歴史画家リタ・グリアがフックを記念するためのプロジェクトを自費で開始した。このプロジェクトはジョン・オーブリーとリチャード・ウォラー の2つの文献にあるフックの容姿に関する記述に沿って新たに肖像画を描くことを目指した。グリアの描いたフックの肖像画はイギリスやアメリカでフックを扱ったテレビ番組で使われ、本や雑誌や広告にも使われた。

## 記念
- フック（小惑星）（英語版）:小惑星番号3514番の小惑星。ロバート・フックにちなみ命名された。
- フック（月のクレーター）（英語版）、フック（火星のクレーター）（英語版）にも命名されている。
- The Hooke Medal

フックは子孫がおらず、晩年は論争を巻き起こしがちな人物だったため、長らく記念碑や記念式典などがなかったが、没後300周年となった2003年以降、各地に記念銘板が設置されるなどしている（詳しくは New memorials to Robert Hooke 2005 - 2009）。